# ميكيل مينا كفيست
ميكيل مينا كفيست (بالدنماركية: Mikkel Mena Qvist؛ بالإسبانية: Mikkel Mena Qvist) هو لاعب كرة قدم كولومبي ودنماركي في مركز الوسط، ولد في 22 أبريل 1993 في بوغوتا في كولومبيا. لعب مع آرهوس جمناستيك فورينينغ ونادي هورسينس.

## وصلات خارجية
- ميكيل مينا كفيست على موقع قاعدة بيانات كرة القدم.إي يو (الإنجليزية)
- ميكيل مينا كفيست على موقع Soccerway.com (الإنجليزية)
- ميكيل مينا كفيست على موقع عالم كرة القدم.نت (الإنجليزية)